# Tomislav Šola
Tomislav Sladojević Šola (Zagreb, 1948.), povjesničar umjetnosti, sveučilišni profesor, muzeolog.
Tomislav Sladojević Šola rođen je 1948. u Zagrebu. Diplomirao je povijest umjetnosti i engleski jezik (Sveučilište u Zagrebu 1969. – 1974.), a zatim je studirao novinarstvo (Fakultet političkih znanosti, Zagreb), poslijediplomski studij muzeologije u Zagrebu, dvogodišnji tečaj suvremene muzeologije (Sorbonne, Pariz, 1978. – 1979.) i potom doktorirao iz muzeologije (Sveučilište u Ljubljani, 1985). Nakon sedmogodišnje kustoske prakse u Zagrebu (1975. – 1981.) i potom sedam godina ravnateljstva u Muzejskom dokumentacijskom centru (1981. – 1987.), prof. Šola zaposlio se kao docent na Sveučilištu u Zagrebu, a umirovljen je kao redovni profesor u stalnom zvanju (1987. – 2013.).Njegovo je akademsko istraživanje blisko povezano sa stručnim iskustvom kustosa, urednika, predavača i konzultanta.
Glavni istraživački interesi profesora Tomislava Šole najbolje su prakse u domeni baštine, a posebno u ispitivanju njezinih teorijskih podloga, za koje je predložio pojmove "heritologija" (1982.) i "mnemozofija"; (1987.). Oba termina opisuju konvergenciju muzeja i zanimanja vezanih za baštinu u jednu mega-struku zasnovanu na zajedničkoj znanosti. Potonji pojam kao "kibernetska filozofija baštine", rješava pitanja javnog pamćenja i institucija na točniji način. Njegova predavanja i izdavačka djelatnost pokrivaju i mnoge druge teme. Većina njegovih knjiga i tekstova slobodno je dostupna na: www.mnemosophy.com
Profesor Šola utemeljitelj je konferencije Najbolji u baštini (The Best in Heritage) – jedine godišnje smotre nagrađenih muzejskih, baštinskih i konzervatorskih projekata (Dubrovnik, 2002.).

## Korisne vanjske poveznice
- službena stranica "Najbolji u baštini"
- "Najbolji u baštini" YouTube kanal
- Global love museum  Arhivirana inačica izvorne stranice od 10. ožujka 2012. (Wayback Machine)
- Prof. Tomislav Šola: Une vision humaniste du patrimoine  Arhivirana inačica izvorne stranice od 9. listopada 2011. (Wayback Machine)
- DUGi Media - Tomislav Šola
- "The Future of Museums and the Role of Museology"
- A Contribution to Understanding of Museums: Why Would the Museums Count?
- Museology for tomorrow's world: proceedings of the international symposium ...
- Museums 2000: Politics, People, Professionals and Profit - By Patrick Boylan
- Heritologija
- Mnemozofija
- Trezor, RTS